# 刘嘉坤
刘嘉坤（1954年—），山东平邑人，汉族，中华人民共和国政治人物、全国人民代表大会山东地区代表。
毕业于山东省委党校农业经济管理专业。加入中国共产党。2008年起担任全国人大代表。2013年，担任全国人大代表。